# Velká červená jednička
Velká červená jednička (anglicky The Big Red One) je americký válečný film, který v roce 1980 natočil režisér Samuel Fuller.

## Děj
Bývalý četař, nasazený v první světové válce, vede během druhé světové války jednotku ostřelovačů, ve které také před léty sloužil. Tato jednotka se účastní mnoha bojů v severní části Afriky, vylodění na Sicílii, vylodění v Normandii. Tak postupuje stále blíž a blíž k centru fašistického Německa. Při plnění svých úkolů se jednotka dostává do různých konfliktů s civilním obyvatelstvem.Film končí v západočeském městečku Falknov nad Ohří (dnešní Sokolov), nalezením zdejšího zajateckého tábora.

## Obsazení
| Lee Marvin         | seržant Possum |
| Mark Hamill        | Griff          |
| Robert Carradine   | Zab            |
| Bobby Di Cicco     | Vinci          |
| Kelly Ward         | Johnson        |
| Siegfried Rauch    | Schroeder      |
| Stéphane Audranová | Valonka        |
| Joseph Clark       | Shep           |
| Ken Campbell       | Lemchek        |
| Doug Werner        | Switolski      |
| Perry Lang         | Kaiser         |
| Howard Delman      | Smitty         |